# Thomas Hughes

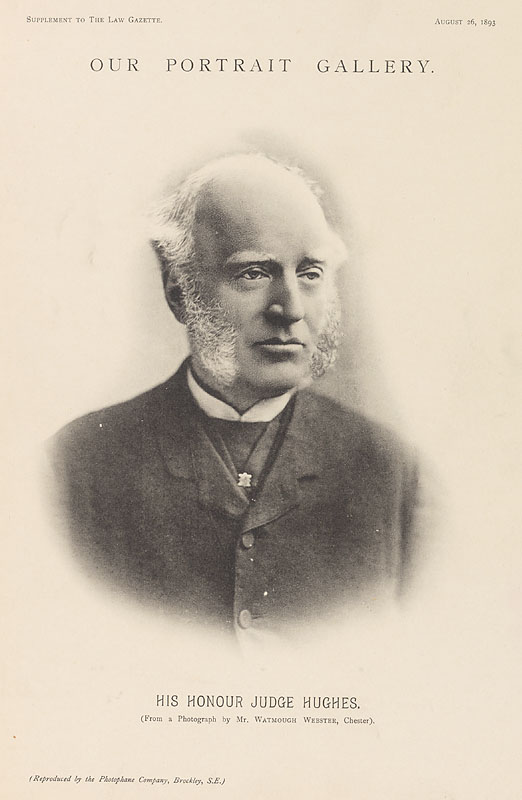
Thomas Hughes (1822-1896)

Thomas Hughes QC (Uffington, Oxfordshire, 20 oktober 1822 - Brighton, East Sussex, 22 maart 1896), was een Brits advocaat, rechter, politicus en auteur. 

## Biografie
Zijn vader was de schrijver John Hughes (1790-1857), die tevens grondbezitter was. Hij genoot zijn middelbaar onderwijs aan het elitaire Rugby School, Rughby, Warwickshire. Reeds tijdens zijn schooljaren excelleerde hij in het beoefenen van sport, in het bijzonder cricket. Na het voltooien van zijn middelbare schoolopleiding werd hij in 1842 toegelaten tot Oriel College, Oxford, waar hij cricket speelde voor het universiteitsteam. In 1845 behaalde hij zijn bachelor of arts-diploma. In 1848 werd hij tot de balie toegelaten. In 1869 werd hij lid van de Queen's Council en in 1882 werd hij benoemd tot lokaal rechter te Chester. 
Hughes behoorde tot de christensocialistische beweging rond F.D. Maurice en Charles Kingsley en in 1854 was hij een van de oprichters van de Working Men's College, Londen, het nieuwe opleidingsinstituut om leden van de werkende klasse onderwijs te geven in de vrije kunsten. Hij ontwikkelde zich tot een sociaal hervormer, assisteerde bij het oprichten van de eerste vakbonden, en werd in 1865 in het Lagerhuis gekozen voor de Liberal Party waar hij zich sterk maakte voor betere sociale wetgeving. Hij was een groot voorstander van coöperatieve ondernemingen en zette zich in het parlement in om hun juridische positie te versterken. In 1874 trok hij zich als parlementariër terug.
Na zijn parlementaire loopbaan wist hij zich een stuk grond te verwerven in Tennessee, in de Verenigde Staten dat de naam Rugby Colony kreeg. Het lag in de bedoeling hier een modeldorp tot ontwikkeling te laten komen gebaseerd op de coöperatieve gedachte en bevolkt door idealistische telgen van de lagere Britse aristocratie (gentry). Een en ander had een utopisch karakter. Na een succesvolle start, ging de idealistische kolonie uiteindelijk in de jaren negentig van de negentiende eeuw ten gronde.
In 1869 was Hughes voorzitter van het Co-operative Congress en nadien lid van de bestuursraad van de vereniging van coöperatieve ondernemingen. Hij was een tegenstander van de handel in opium en lid van de lobbygroep die de opiumhandel wilde verbieden. Van 1872 tot 1883 was hij directeur van het Working Men's College.
Thomas Hughes overleed in 1896. Hij was getrouwd met Frances Ford en had negen kinderen. Een dochter, Lilian, kwam in 1912 om bij het zinken van de RMS Titanic. De broer van Thomas Hughes, George Hughes (1821-1872), was een beroemde cricketspeler.
De godsdienstige opvattingen van Hughes waren gematigd liberaal en gematigd orthodox (Broad Church). Hij behoorde tot de Kerk van Engeland.

### Auteur
Hughes heeft in het Verenigd Koninkrijk vooral bekendheid verworven als auteur van de semi-autobiografische roman Tom Brown's School Days (1857) waarin Tom Brown's (een fictief persoon, gebaseerd op de broer van de schrijver, George Hughes) schooljaren aan Ruby School centraal staan. Belangrijke elementen in het boek zijn het belang van sport, dapperheid, pesten, karaktervorming, (christelijke) deugdzaamheid, vriendschap en idealisme. Het boek is meerdere malen verfilmd. In 1862 schreef Hughes een vervolg, Tom Brown at Oxford.

## Werken
- Tom Brown's School Days (1857)
- The Scouring of The White Horse (1859)
- Tom Brown at Oxford (1861)
- Religio Laici (1861)
- A Layman's Faith (1868)
- Alfred the Great (1870)
- Memoir of a Brother (1873)
- The Old Church; What Shall We Do With It? (1878)
- The Manliness of Christ (1879)
- True Manliness (1880)
- Rugby Tennessee (1881)
- Memoir of Daniel Macmillan (1882)
- G.T.T. Gone to Texas (1884)
- Notes for Boys (1885)
- Life and Times of Peter Cooper (1886)
- James Fraser Second Bishop of Manchester (1887)
- David Livingstone (1889)
- Vacation Rambles (1895)
- Early Memories for the Children (1899)